# Kätzcheneiben
Die Kätzcheneiben (Amentotaxus) sind eine Pflanzengattung in der Familie der Eibengewächse (Taxaceae) innerhalb der Ordnung der Koniferen (Coniferales). Die seit 2019 fünf bis zu sieben Arten kommen im südlichen China, Taiwan, in kleinen Gebieten im östlichen Himalaja und in Teilen Indochinas vor.

## Beschreibung
Kätzcheneiben-Arten sind immergrüne Sträucher oder kleinere Bäume. Die ledrigen, nadelförmigen Blätter stehen gegenständig, sind spitz und besitzen zwei bläuliche Stomatabänder auf den Unterseiten.
Sie sind zweihäusig getrenntgeschlechtig (diözisch), was bedeutet, dass männliche und weibliche Geschlechter nicht zusammen auf einem Individuum zu finden sind. Mehrere männliche Zapfen stehen zusammen, sie sehen kätzchenartig aus (daher der Name) und sind 3 bis 15 Zentimeter lang. Die Samen sind (wie alle Arten in der Familie der Taxaceae) von einem Arillus umgeben, der die Samen aber nicht komplett umschließt; bei Amentotaxus-Arten ist dieser in verschiedenen Rottönen gefärbt.

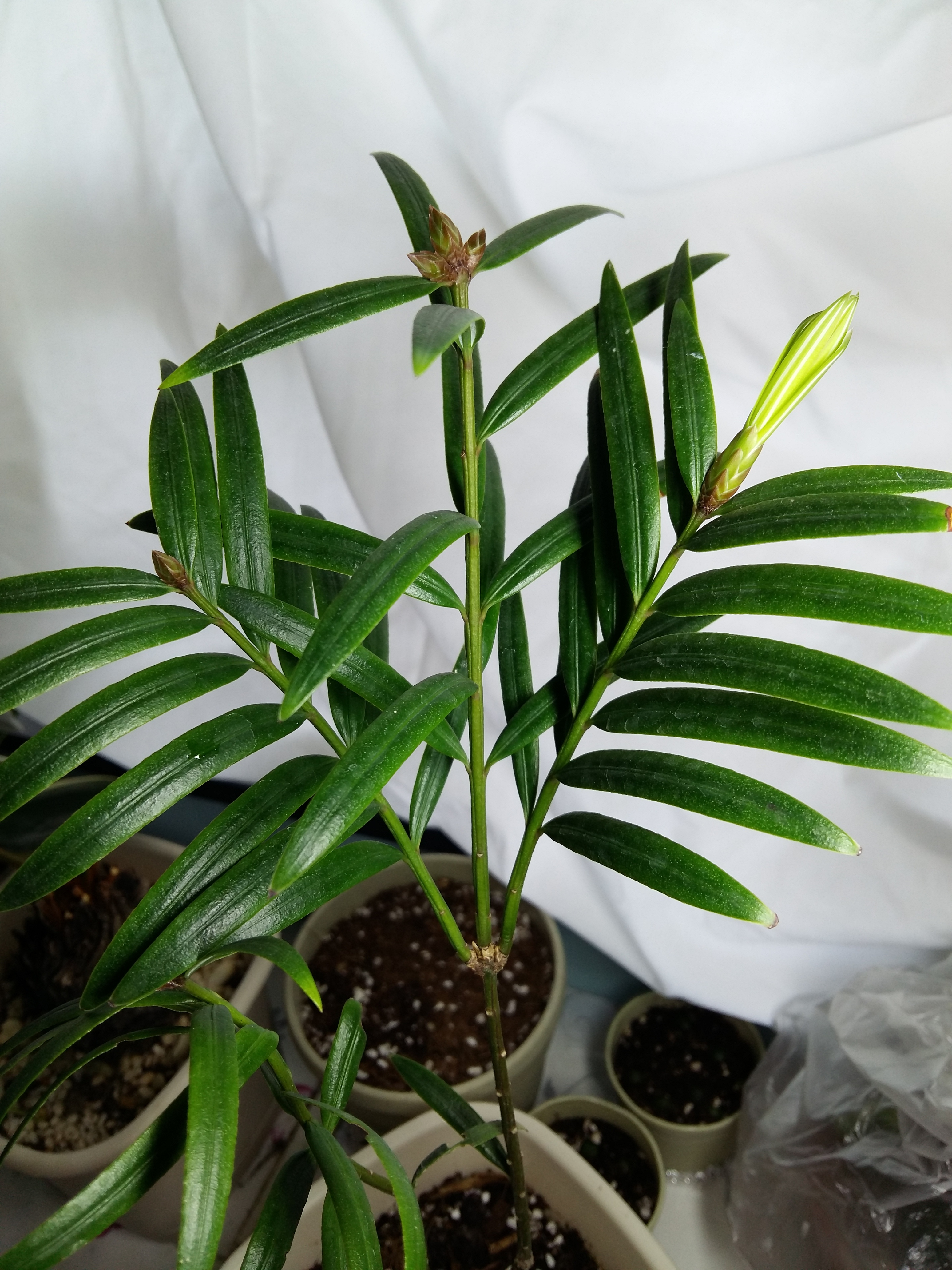
Amentotaxus argotaenia

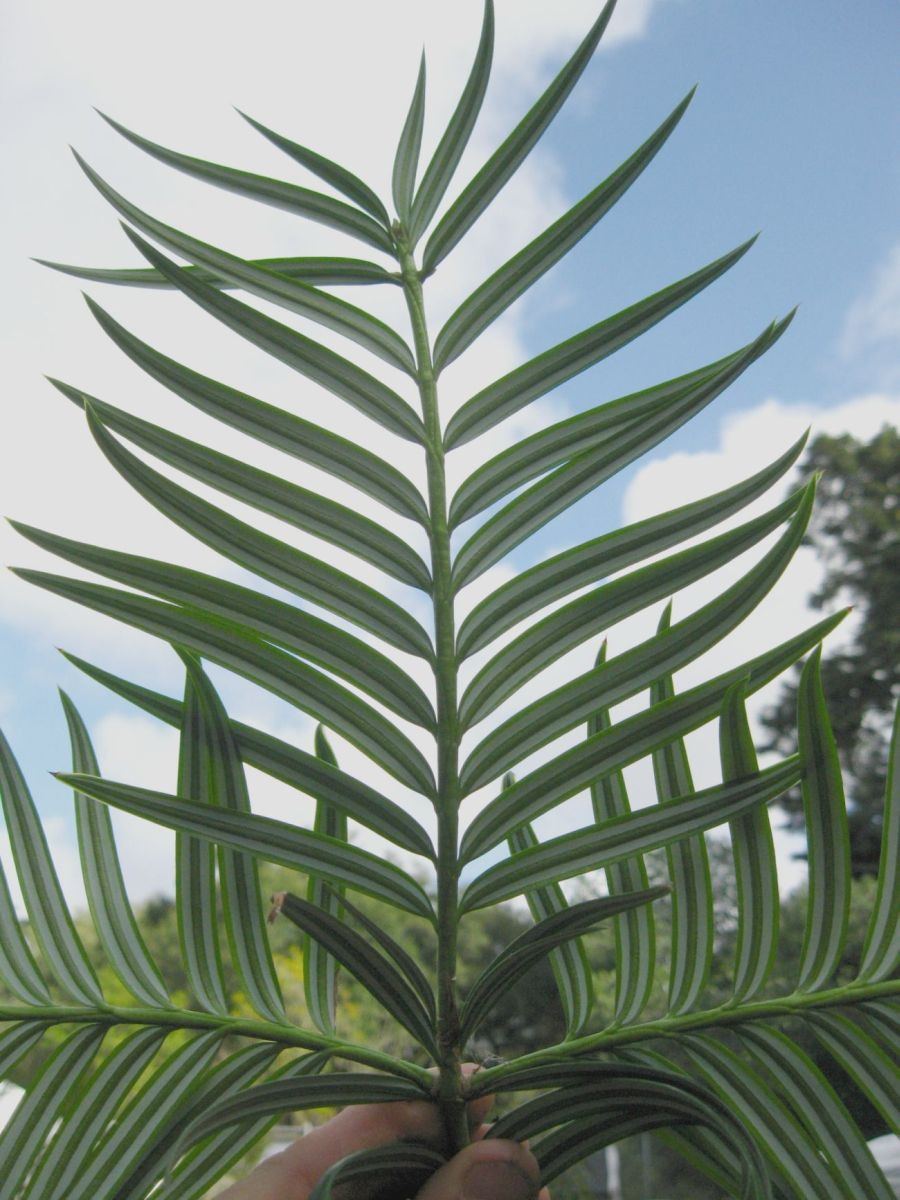
Amentotaxus formosana

## Standorte
Die Amentotaxus-Arten gedeihen meist in der Strauchschicht feuchter, submontaner bis montaner, halbimmergrüner bis immergrüner Wälder.

## Systematik, botanische Geschichte und Verbreitung
Die Gattung Amentotaxus wurde 1917 durch Robert Knud Friedrich Pilger in Botanische Jahrbücher für Systematik, Pflanzengeschichte und Pflanzengeographie. Band 54, Seite 41 aufgestellt. Der  Gattungsname Amentotaxus setzt sich aus Amento für „Kätzchen“ und Taxus für die ihr ähnliche Gattung zusammen.
Bis 1952 galt Amentotaxus mit Amentotaxus argotaenia als monotypische Gattung. Hui-Lin Li differenzierte ausgehend von Blattmorphologie und Verbreitungsgebiet die Gattung in vier Arten.
Die Amentotaxus-Arten sind von Indien über China und Taiwan bis Indochina verbreitet.
Es gibt in der Gattung Amentotaxus seit 2019 fünf bis sieben Arten und zwei Varietäten:
- Amentotaxus argotaenia (Hance) Pilger: Es gibt zwei Varietäten:[4]
  - Amentotaxus argotaenia (Hance) Pilger var. argotaenia: Sie kommt im nördlichen Vietnam, im südöstlichen Tibet, in Taiwan und in den chinesischen Provinzen Fujian, südliches Gansu, Guangdong, Guangxi, Guizhou, westliches Hubei, Hunan, Jiangsu, nordwestliches Jiangxi, zentrales sowie südöstlichen Sichuan und vielleicht in Zhejiang vor.[4]
  - Amentotaxus argotaenia var. brevifolia K.M.Lan & F.H.Zhang: Sie kommt nur im südöstlichen Guizhou vor.[4]
- Amentotaxus assamica D.K.Ferguson: Seit der Erstbeschreibung war diese Art nur aus dem südöstlichen Tibet bekannt, 1985 wurde sie auch im indischen Bundesstaat Arunachal Pradesh gefunden.[1]
- Amentotaxus formosana H.L.Li: Dieser Endemit kommt im südöstlichen Taiwan vor.[4]
- Amentotaxus hatuyenensis T.H.Nguyên: Sie ist nur von einem Fundort in der Provinz Hagiang im nördlichen Vietnam bekannt.[1] Sie gilt als Synonym von Amentotaxus yunnanensis (Phan et al. 2014; Gao et al. 2017[5]).[2]
- Amentotaxus hekouensis L.M.Gao: Sie wurde 2019 erstbeschrieben. Diese gefährdete Art gedeiht in immergrünen Bergwäldern auf Kalkstein-Bergen in Höhenlagen von 850 bis 1200, selten bis zu 1750 Metern. Es sind nur wenige, voneinander isolierte Fundorte in den Kreisen Funing, Malipo sowie Hekou in der chinesischen Provinz Yunnan, in Vietnam nur in Muong Khuong in der Lao Cai Provinz sowie Mai Chau in der Hoa Binh Provinz und Laos nur in Xiang Khouang bekannt.[2]
- Amentotaxus poilanei (Ferré et Rouane) D.K.Ferguson: Sie kommt nur im südlichen Vietnam vor, bestätigt ist nur ein Vorkommen in der Provinz Kon Tum. Diese Art ist gefährdet.[1]
- Amentotaxus yunnanensis H.L.Li: Sie gedeiht im tropischen Karst nur im südöstlichen Yunnan, im Xingyi Xian im südwestlichen Guizhou und angrenzenden Gebieten in Vietnam nur in Lao Kai sowie in Laos.[4][1][2]

Die äußere Systematik der Gattung Amentotaxus war lange Zeit unklar. Auf Grund der Ähnlichkeiten der männlichen Zapfen wurde sie in die Familie der Kopfeibengewächse (Cephalotaxaceae) zugeordnet; vorgeschlagen wurde wegen der Chromosomenzahl eine eigene Familie (Amentotaxaceae). Phylogenetische Untersuchungen haben die Klassifizierung zu den Eibengewächsen (Taxaceae) bestätigt.